# Jonathan Harvey (compositore)
Jonathan Dean Harvey (Sutton Coldfield, 3 maggio 1939 – Lewes, 4 dicembre 2012) è stato un compositore britannico; ha ricoperto posizioni d'insegnante presso università e conservatori di musica in Europa e negli Stati Uniti ed è stato spesso invitato ad insegnare in scuole estive di tutto il mondo.

## Biografia
Harvey nacque a Sutton Coldfield e ha studiato al St John's College, Cambridge, alla fine ottenendo un PhD. Ha anche preso lezioni private con Erwin Stein e Hans Keller su consiglio di Benjamin Britten. Nel 1969 ha preso una Harkness Fellowship presso l'Università di Princeton. Nel 1980 Harvey ha prodotto molta musica all'IRCAM, dopo aver ricevuto un invito da Pierre Boulez a lavorare lì.
All'IRCAM Harvey ha prodotto opere come Speakings, una composizione per grande orchestra ed elettronica, in collaborazione con l'artista del suono e compositore Gilbert Nouno e i ricercatori Arshia Cont e Grégoire Carpentier. Il concetto del brano era di "fare parlare un'orchestra". IRCAM è noto per l'analisi vocale e in questo brano è stata sviluppata una speciale tecnologia per consentire l'analisi del discorso da realizzare in un contesto orchestrale, utilizzando algoritmi complessi in grado di elaborare molteplici combinazioni possibili nell'ambiente dell'orchestra. Il programma Orchidée ha calcolato tali analisi e ha fornito al compositore possibili orchestrazioni.
Dal 2005 al 2008 Harvey ha ricoperto la carica di compositore in associazione con l'Orchestra Sinfonica Scozzese della BBC.
Nel 2009 è stato compositore in residenza presso la Huddersfield Contemporary Music Festival. È morto all'età di 73 anni a Lewes.

## Scritti
- 1975. The Music of Stockhausen: An Introduction. Berkeley and Los Angeles: University of California Press. ISBN 0-520-02311-0.
- 1976. "Inner Light (3)". The Musical Times 117, no. 1596 (February): 125–27.
- 1981. Ferneyhough. London: Edition Peters.
- 1983. "New Directions: A Manifesto". Soundings: A Music Journal 11 (Winter): 2–13.
- 1999a. Music and Inspiration, edited by Michael Downes. London and New York: Faber and Faber. ISBN 0-571-20025-7.
- 1999b. In Quest of Spirit: Thoughts on Music. The Bloch Lectures. With compact disc sound recording. Berkeley and Los Angeles: University of California Press. ISBN 0-520-21392-0. French edition, as Pensées sur la musique: la quête de l'esprit, translated by Mireille Tansman Zanuttini in collaboration with and with an introduction by Danielle Cohen-Levinas. Paris: L'Harmattan, 2007. ISBN 2-296-03753-4. Spanish edition, as Música e inspiración, translated by Carme Castells. Barcelona: Global Rhythm Press, 2008; ISBN 978-84-96879-31-7, ISBN 84-96879-31-3
- 2007, with Jean-Claude Carrière. Circles of Silence. The Cahiers Series no. 3. [Paris]: Center for Writers & Translators, the Arts Arena, AUP; Lewes [England]: Sylph Editions. ISBN 0-9552963-3-1.

## Opere scelte
- Dialogue e Song per violoncello e pianoforte (1965/1977)
- Four Images after Yeats per pianoforte (1969)
- pianoforte Trio (1971)
- String Quartet No. 1 (1977)
- O Jesu Nomen Dulce per coro (1979)
- Mortuos Plango, Vivos Voco, computer-manipulated concrete sounds (pre-recorded octophonic tape), per tape (1980)
- Mythic Figures (1980)
- Bhakti per 15 suonatori e quadrophonic tape (1982)
- Curve with Plateaux per solo violoncello (1982)
- Flight-Elegy per violino e pianoforte (1983–89)
- Nataraja per flauto, ottavino e pianoforte (1983)
- Nachtlied per soprano, pianoforte e tape (1984)
- Come Holy Ghost per coro (1984)
- Ricercare una Melodia per tromba solista /violoncello/flauto/oboe/trombone with tape delay system (1984)
- Song Offerings per soprano e orchestra da camera of 8 suonatori (1985)
- Forms of Emptiness per coro (1986)
- God is our Refuge per coro e organo (1986)
- Madonna of Winter e Spring per orchestra, sintetizzatore e electronics (1986)
- Lauds per coro e solo violoncello (1987)
- From Silence per soprano, 6 suonatori e tape (1988)
- String Quartet No. 2 (1988)
- Three Sketches per solo violoncello (1989)
- Ritual Melodies per quadrophonic tape (1989–90)
- violoncello Concerto (1990)
- Fantasia per organ (1991)
- Serenade in Homage to Mozart per orchestra di fiati di 10 suonatori (1991)
- Scena per violino e orchestra da camera of 9 players (1992)
- Lotuses per flauto quartet (1992)
- You (1992)
- Chant per solo violoncello (or solo viola) (1992–94)
- The Riot per flauto, piccolo, bass clarinet e pianoforte (1993)
- One Evening... per soprano, mezzo, soprano, orchestra da camera of 8 players, 2 technicians e electronics (1993–94)
- The Angels per coro (1994)
- Tombeau de Messiaen per pianoforte e tape (1994)
- Advaya per violoncello, electronic keyboard e electronics (1994)
- Dum Transisset Sabbatum per coro (1995)
- String Quartet No. 3 (1995)
- Percussion Concerto (1997)
- Sufi Dance per solo guitar (1997)
- Wheel of Emptiness per orchestra da camera of 16 players (1997)
- Ashes Dance Back per coro e electronics (1997)
- Death of Light/Light of Death per orchestra da camera of 5 players after Grunewald's Crucifixion in the Isenheim Altarpiece (1998)
- Tranquil Abiding per orchestra da camera (1998)
- Valley of Aosta per 13 players e electronics (1998)
- Marahi per unaccompanied coro (1999)
- The Summer Cloud's Awakening per choir, flauto, violoncello e electronics (2001)
- Vers per pianoforte (2000)
- Jubilus per viola e orchestra da camera (2003)
- String Quartet No. 4 with live electronics (2003)
- String Trio (2004)
- Body Mandala per orchestra (2006)
- Wagner Dream, opera (2007)
- Other Presences per trumpet e electronics (2008)
- Imaginings per violoncello e live electronics
- Philia's Dream per violoncello e sintetizzatore
- Weltethos per speaker, choir, children's chorus e orchestra (2011), commissioned by the Berliner Philharmoniker[8]

### Ulteriori letture
- Alcorn, P.M. (1992). "Perspectives of Electroacoustic Music: A Critical Study of the Electroacoustic Music of Jonathan Harvey, Denis Smalley and Trevor Wishart". Ph.D. diss. Durham: University of Durham.
- Beaumont, Adrian (1998). "Expectation and Interpretation in the Reception of New Music: A Case Study". In Composition—Performance—Reception: Studies in the Creative Process, edited by Wyndham Thomas, 93–104. Aldershot: Ashgate. ISBN 1-85928-325-X.
- Bossis, Bruno (2004). "Mortuos plango, vivos voco de Jonathan Harvey ou le miroir de la spiritualité". Musurgia: Analyse et pratique musicales 11, nos. 1–2 (Images de la Voix): 119–44.
- Bowling, Irene Ruth (1989). "British Piano Music Since 1945: A Selected Survey". DMA diss. Seattle: University of Washington.
- Brech, Martha (1993). Analyse elektroakustischer Musik mit Hilfe von Sonagrammen. Europäische Hochschulschriften XXXVI: Musikwissenschaft, Nr. 118. Frankfurt am Main: Peter Lang. ISBN 3-631-47427-X.
- Brech, Martha (1999). "Im Spannungsfeld zwischen Archaik und Moderne: Riten im Electronic Listening und der Elektroakustischen Musik". In Musik und Ritual: Fünf Kongreßbeiträge, zwei freie Beiträge und ein Seminarbericht, edited by Barbara Barthelmes and Helga de La Motte-Haber, 89–109. Veröffentlichungen des Instituts für Neue Musik und Musikerziehung Darmstadt, no. 39. Mainz: Schott. ISBN 978-3-7957-1779-7.
- Brown, David (1968). "Jonathan Harvey". The Musical Times 109, no. 1507 (September) 808–10.
- Denut, Éric (2002). "Chemins de traverse entre l'un et le multiple: Une introduction à l'œuvre de Jonathan Harvey". Musica falsa: Musique, art, philosophie, no. 16 (Fall): 36–39.
- Donin, Nicolas (2006). "Spatialization as a Compositional Tool and Individual Access to Music in the Future". Circuit: Musiques contemporaines 16, no. 3: 75–81.
- Foreman, Ronald Lewis Edmund (ed.) (1975). British Music Now: A Guide to the Work of Younger Composers. London: Elek.
- Fuchs, Jörn Florian (2007). "Buddhistische Träume aus Licht und Elektronik: Jonathan Harveys Wagner Dream am Grand Théâtre de Luxembourg uraugeführt (6. Juni 2007)". Wagnerspectrum 3, no. 2:185–86.
- Γεωργάκη, Αναστασία [Geōrgakī, Anastasia] (2004). "Η μεταφυσική διάσταση της συνθετικής τραγουδιστής φωνής στο έργο Mortuos Plango-Vivos Voco (J. Harvey, 1980)" [The Metaphysical Dimension of the Synthetic Singing Voice in the Work Mortuos plango, vivos voco (J. Harvey, 1980)]. Polyfōnia, no. 4 (Spring): 57–92.
- Griffiths, Paul (1984). "Three Works by Jonathan Harvey: The Electronic Mirror". Contemporary Music Review 1, no. 1 (Musical Thought at IRCAM) 87–109.
- Griffiths, Paul (1985). New Sounds, New Personalities: British Composers of the 1980s in Conversation with Paul Griffiths. London: Faber & Faber. ISBN 0-571-10061-9.
- Groot, Rokus de (2002). "De klank van het oosten: Transformaties in de westerse klassieke muziek onder invloed van concepten over het oosten—Klank en spiritualiteit". Krisis: Tijdschrift voor empirische filosofie 3, no. 4:96–105.
- Halász, Péter (1994). "Beszélgetés Jonathan Harvey angol zeneszerzővel" [Interview with the English Composer Jonathan Harvey]. Muzsika 37, no. 9 (September): 33–36.
- Jenkins, Matthew (2006). "A Search for Emptiness: An Interview with Jonathan Harvey". Perspectives of New Music 44, no. 2 (Summer): 220–31.
- Johnson, Julian M. (2003a). Precarious Rapture: The Recent Music of Jonathan Harvey. In Aspects of British Music of the 1990s, edited by Peter O'Hagan, 63–84. Burlington, VT: Ashgate. ISBN 0-7546-3041-2.
- Johnson, Julian M. (2003b). "A  Interview with Jonathan Harvey". In Aspects of British Music of the 1990s, edited by Peter O'Hagan, 119–29. Burlington, VT: Ashgate. ISBN 0-7546-3041-2.
- Joos, Maxime (2002). "'La cloche et la vague': Introduction à la musique spectrale—Tristan Murail et Jonathan Harvey". Musica falsa: Musique, art, philosophie, no. 16 (Fall): 30–31.
- Josipovici, Gabriel (1989). "Music and Literary Form". Contemporary Music Review 5 (Music and Text): 65–75.
- Palmer, John (1998a). "Jonathan Harvey's Inquest of Love: The Redemptive Spirit of Art". 20th-Century Music 5, no. 5 (May): 8–11.
- Palmer, John (1998b). "A Conversation with Jonathan Harvey". 20th-Century Music 5, no. 8 (August): 1–8.
- Palmer, John (1998c). "An Introduction to Jonathan Harvey's Bhakti". 20th-Century Music 5, no. 11 (November): 6–15.
- Palmer, John (1998d). "Structural Strategies and Pitch Gestalt in Jonathan Harvey's Bhakti". 20th-Century Music 5, no. 12 (December): 4–24.
- Palmer, John (2001). Jonathan Harvey's Bhakti for Chamber Ensemble and Electronics: Serialism, Electronics, and Spirituality. Studies in the History and Interpretation of Music 77. Lewiston, N.Y. : Edwin Mellen Press. ISBN 0-7734-7436-6.
- Samson, Jim (1981). "Nowe tendencje w angielskiej muzyce orkiestrowej" [New Trends in British Orchestral Music]. Muzyka: Kwartalnik poświęcony historii i teorii muzyki 26, no. 2:3–21.
- Smalley, Denis (1993). "Defining Transformations". Interface: Journal of New Music Research 22, no. 4 (November): 279–300.
- Smith, Pamela (1989). "Towards the Spiritual: The Electroacoustic Music of Jonathan Harvey". Contact, no. 34 (Fall): 11–16.
- Solōmos, Makīs (1998). "L'identité du son: Notes croisées sur Jonathan Harvey et Gérard Grisey". Résonance: Semestriel d'information musicale, no. 13 (March): 12–15.
- Sykes, Claire (2003). "Spiritual Spectralism: The Music of Jonathan Harvey". Musicworks: Explorations in Sound, no. 87 (Fall): 30–37.
- Thompson, Daniel N. (1999). "Beyond Duality: Stasis, Silence, and Vertical Listening". Current Musicology, nos. 67–68 (Fall–Winter): 487–517.
- Vandenheede, Jan (1992). "Jonathan Harvey's Ritual Melodies". Interface: Journal of New Music Research 21, no. 2) 149–83.
- Whittall, Arnold (1999). Jonathan Harvey. London: Faber. ISBN 0-571-19581-4. French edition, as Jonathan Harvey, translated by Peter Szendy, and Éric De Visscher. Paris: L'Harmattan, 2000. ISBN 2-7384-8860-9.
- Whittall, Arnold (2001). "Harvey, Jonathan (Dean)". The New Grove Dictionary of Music and Musicians, second edition, edited by Stanley Sadie and John Tyrrell. London: Macmillan Publishers.
- Winter, John (1985). "Jonathan Harvey's Church Music". Composer, no. 84 (Spring): 16–21.